# Не се надвесвай навън
„Не се надвесвай навън“ е български 3-сериен телевизионен игрален филм (ситуационна комедия) от 2003 година на режисьора Пламен Масларов, по сценарий на Валентин Пламенов. Оператор е Мирчо Борисов. Музиката във филма е композирана от Борис Чакъров. Художник Иван Андреев.

## Сюжет
Сюжетитe са от ежедневието на съвременно модерно семейство, което попада в спиралата на безкрая или просто в "приказното безвремие". Там стари и нови, реални и виртуални герои се срещат в историята със своите уж нови, различни и епични проблеми, които разкриват, че нищо съществено не се е променило "откакто свят светува" - имената и средствата се сменят, проблемите остават, защото хората се развиват технически, но не и морално.

## Серии
- 1. серия „Великият архитект“ – 30 минути

В луксозна къща живее новоизлюпеният богаташ Петър - "Царят на бахура и саздърмата", заедно със съпругата си и двете си деца -Гошо и Софка. Гошо е дете на Интернет. По цял ден е пред компютъра и не мисли за друго. Софка пък е заета само с красотата си и мисли как да улови в мрежите си някоя едра риба. Майката им по цял ден седи вкъщи и чете кармична литература. Един ден Гошо успява да виртуализира в дома им "Великия архитект" - създателят на двореца Тадж Махал, който трябва да е един от миналите прераждания на баща му. Всички се суетят около него, докато той им разказва подробности от живота си. От тези истории се разбира, че светът не се е променил много, освен с това, че хората са станали по-алчни и недостойни.
- 2. серия „Шотландската вещица“ – 30 минути

Този път гениалният Гошо случайно виртуализира образа на "Шотландската вещица". Тя избълва своето проклятие и бизнесът на месарската фирма "Асен и Петър Интернешънъл" тръгва надолу. Двамата собственици са в очакване на 5 тира с месо за 600 хил. долара, които изчезват някъде в Кавказ....
- 3. серия „Френският лечител“ – 30 минути

Месарят Петър страда от зъбобол. На помощ се отзовава виртуализираният "Френски лечител". За лек той използва една жаба, която Петър трябва да целуне три пъти... .

## Състав

### Актьорски състав
| Роля                                                     | Изпълнител           |
| -------------------------------------------------------- | -------------------- |
| Петър „Пепо“, бащата „Царят на бахура и саздърмата“      | Павел Поппандов      |
| майката                                                  | Мария Статулова      |
| Гошо „Жоржи“, синът                                      | Цвятко Ценов         |
| Софка „Софи“, дъщерята                                   | Рада Велинова        |
| френският лечител д-р Марсел, прадядо на Луи Пастьор     | Георги Русев         |
| Асен Георгиев                                            | Емил Розов           |
| жената на Асен                                           | Маргарита Карамитева |
| шах Джафан, създателят на двореца Тадж Махал (в 1 серия) | Димитър Манчев       |
| Франсоа                                                  | Габриел Охеда        |
|                                                          | Николай Йорданов     |
|                                                          | Иван Неделчев        |
| Шотландската вещица                                      | Анна Гунчева         |
|                                                          | Мария Ангелова       |
|                                                          | Методи Вълчев        |